# Go A
Go_A est un groupe ukrainien d'électro-folk, originaire de Kiev. En 2021, il représente l'Ukraine au Concours Eurovision de la chanson 2021 avec leur chanson Shum. 

## Histoire

### Création
L'idée de former un groupe combinant musique électronique moderne et motifs ethniques vient à Taras Chevtchenko en 2011, mais les premières tentatives de travailler avec des musiciens n'ont lieu qu'en 2012. En décembre de cette même année, le groupe sort son premier titre, intitulé Koliada (Коляда). Le nom du groupe, créé en combinant le verbe anglais « Go » et la lettre grecque alpha — symbolisant le début de tout —, prend le sens d'un retour aux sources. 

### Premiers succès et premier album
Le groupe attire d'abord l'attention à la sortie du single Vesnianka (Веснянка), qui remporte la compétition The Best Track in Ukraine 2015 — en français « La meilleure chanson d'Ukraine 2015 ». La chanson se classe en première place du palmarès 10Dance de la radio ukrainienne Kiss FM pendant six semaines. Elle est par la suite désignée « Découverte de l'année » par la station. 
À l'automne 2016, Go_A sort son premier album Idy na zvuk (Іди на звук) sous le label Moon Records. L'album compte dix chansons, dont le succès Vesnianka. Début 2017, le groupe sort un single de Noël, Shchedryi vechir (Щедрий вечір), en collaboration avec Katya Chilly.

### Participation à l'Eurovision
En 2020, le diffuseur Suspilne annonce que Go_A figure parmi les 16 participants à la sélection ukrainienne pour l'Eurovision 2020 avec la chanson Solovey. Le groupe se produit lors de la première demi-finale, le 8 février, où il se classe deuxième et se qualifie donc pour la finale. Lors de celle-ci, le 22 février, le groupe remporte à la fois le vote du public et le vote du jury et est par conséquent désigné comme représentant de l'Ukraine au Concours Eurovision de la chanson 2020 en mai. Cependant, le 18 mars 2020, l'UER annonce l'annulation du concours en raison de la pandémie de COVID-19. Le même jour, Suspilne annonce que le groupe représentera le pays en 2021.
Go_A participe avec la chanson Shum (Шyм) et termine 5e du concours.

## Discographie

### Albums studio
| Année | Informations                                                                                      |
| ----- | ------------------------------------------------------------------------------------------------- |
| 2016  | #Idinazvuk - Sortie: 1 novembre 2016 - Format: Téléchargement numérique - Étiquette: Moon Records |

### Singles
| Année | Titre                     | Album         |
| ----- | ------------------------- | ------------- |
| 2016  | Жальменiна                | ЖАЛЬМЕНІНА    |
| 2017  | Shchedryi vechir          |               |
| 2019  | Rano-ranenko              | Рано-раненько |
| 2020  | Solovey                   | Соловей       |
| 2021  | Shum                      | Шум           |
| 2022  | Kalyna                    | Kalyna        |
| 2023  | Dumala                    | Dumala        |
| 2023  | Dumala (Speed Up Version) | Dumala        |